# Mehmet Ali Keskiner
Mehmet Ali Keskiner (* 1906 in Istanbul; † 16. Februar 1989 ebenda) war ein türkischer General, der unter anderem zwischen 1960 und 1962 Oberbefehlshaber der 2. Armee sowie von 1962 bis 1964 Oberkommandierender der Landstreitkräfte (Türk Kara Kuvvetleri) war.

## Leben
Keskiner begann nach dem Schulbesuch eine Ausbildung an der Kuleli Askerî Lisesi, der am 21. September 1845 von Sultan Abdülmecid I. in Çengelköy gegründeten ältesten militärischen Kadettenanstalt des Osmanischen Reiches. Während des Befreiungskrieges trat er am 1. März 1923 in die Nationalarmee ein und absolvierte im Anschluss zwischen dem 23. August 1923 und dem 1. August 1924 die Heeresschule (Kara Harp Okulu). 1924 wurde er zum Leutnant (Teğmen) befördert und absolvierte später die Artillerieschule (Topçu Okulu) sowie eine Reitschule. Danach war er zunächst Zugführer einer Artilleriebatterie und Offizier in anderen Artillerieeinheiten, ehe er zwischen 1932 und 1935 die Heeresakademie (Kara Harp Akademisi) absolvierte. In den folgenden fast zwanzig Jahren fand er Verwendung als Offizier und Stabsoffizier in verschiedenen militärischen Einheiten.
Nach seiner Beförderung zum Brigadegeneral (Tuğgeneral) wurde Keskiner 1954 stellvertretender Leiter der Artillerie-Abteilung im Hauptquartier der Landstreitkräfte sowie anschließend 1955 Befehlshaber der 29. Division. 1956 wurde er zum Generalmajor (Tümgeneral) befördert und Leiter der Logistikabteilung im Hauptquartier der Landstreitkräfte und danach zwischen 1957 und 1958 Befehlshaber der 61. Division, ehe er von 1958 bis 1959 Leiter der Nachschubabteilung im Hauptquartier der Landstreitkräfte war. 1959 erhielt er seine Beförderung zum Generalleutnant (Korgeneral ) und übernahm daraufhin den Posten als stellvertretender Oberbefehlshaber der 2. Armee sowie anschließend als Präsident des Obersten Militärgerichtshofs (Askeri Yargıtay Başkanlığı) und Befehlshaber des Kriegsrechts in Ankara (Ankara Sıkıyönetim Komutanlığı).
Als Nachfolger von General Muhittin Önür wurde Keskiner am 28. Juni 1960 Oberbefehlshaber der 2. Armee (İkinci Ordu) und bekleidete diese Funktion bis zu seiner Ablösung durch General Refik Tulga am 23. Februar 1962. Er selbst wurde daraufhin am 23. Februar 1962 Nachfolger von General Muhittin Önür als Oberkommandierender der Landstreitkräfte (Kara Kuvvetleri Komutanlığı). In dieser Funktion wurde er 1963 zum General (Orgeneral) befördert und am 28. August 1964 durch General Cemal Tural als Oberkommandierender der Landstreitkräfte abgelöst. Eine Woche zuvor wurde er selbst am 21. August 1964 Mitglied des Obersten Militärrates (Yüksek Askerî Şûra), dem er bis zu seinem Eintritt in den Ruhestand am 17. Juli 1965 angehörte.
Keskiner war verheiratet und Vater dreier Kinder. Nach seinem Tode wurde er auf dem Istanbuler Karacaahmet-Friedhof (Karacaahmet Mezarlığı) beigesetzt. 